# Lorenzo Moretti
Lorenzo Moretti (20 agosto 1979) è un ex calciatore sammarinese, di ruolo centrocampista.